# غاز حقيقي
الغاز الحقيقي في الكيمياء والفيزياء والهندسة الميكانيكية (بالإنجليزية: Real gas) هو غاز يتميز بصفات لا يمكن معالجتها بواسطة قانون الغازات المثالية، والغاز الحقيقي ليس غازًا مثاليًّا. وهي غازات تقابلنا باستمرار في حياتنا العملية حيث تشغل المحركات كما أنها تؤثر على الطقس. ولكي نفهم سلوك الغازات الحقيقية، لا بد من اتخاذ الصفات الآتية في الاعتبار:
- لها تأثيرات ضغطية
- حرارة نوعية متغيرة
- تأثير فان دير فالس (حيث للجزيئات أحجام تختلف عن الصفر) ،
- تأثيرات ترموديناميكية في حالة عدم التوازن،
- تؤثر على تفكك الجزيئات وتؤثر على التفاعلات الكيميائية

وتأخذ دراسة نظام حركة حرارية تلك التأثيرات في الحسبان للحصول على نتائج دقيقة، كما يمكن تطبيق قانون الغازات المثالية والحصول على نتائج تقريبية معقولة. ومن جهة أخرى فلا بد من تطبيق نماذج الغاز الحقيقي عند التعامل مع تكثيف الغازات بالقرب من النقاط الحرجة في الضغوط العالية وفي درجات الحرارة المنخفضة وبعض الحالات الأخرى.

## نماذج لمعادلات الغازات الحقيقية
{مقالة رئيسة: معادلة الحالة}

تغير الضغط بتغير الحجم لغاز حقيقي عند ثبات درجة الحرارة. تنحفض درجة الحرارة من المنحنى الأعلى إلى المنحنى السفلي.

يبين الشكل تغير الضغط بتغير الحجم عند ثبات درجة حرارة غاز حقيقي. ويسلك الغاز مسالكا معقدة تحاول الترموديناميكا وصفها بمعادلات تساعد على حسابها. وسوف نصف هنا مناطقا للمنحنيات التالية :
- منحنيات أزرق غامق – التغير عند درجة حرارة ثابتة (الأجزاء الخضراء – حالات شبه مستقرة).
- الأجزاء على يسار F – حالة سائلة .
- النقطة F – درجة الغليان.
- الخط FG – توازن بين الحالة السائلة والحالة الغازية.
- الجزء FA – سائل فوق الساخن .
- الجزء F′A – سائل تحت ضغط أقل من الصفر (p<0).
- الجزء AC – امتداد غير واقعي عند ثبات درجة الحرارة، ويكون النظام في عدم استقرار.
- الجزء CG – بخار تحت درجة التكثف.
- النقطة G – نقطة التكثف.
- المنظقة على يمين النقطة G – غاز عادي.
- المساحة FAB والمساحة GCB متساويتان.
- المنحنى الأحمر – Critical isotherm الحالة الحرجة عند ثبات درجة الحرارة.
- النقطة K – نقطة حرجة.
- منحنيات زرقاء فاتحة – حالات فوق الحرجة مع ثبات درجة الحرارة (الضغط عالي جدا).

### نموذج فان دير فالس
نتعامل مع الغازات الحقيقية عادة باعتبار الكتلة المولية ووحجمها المولي:
{\displaystyle RT=\left(P+{\frac {a}{V_{m}^{2}}}\right)(V_{m}-b)}
حيث:
P الضغط,
T [[درجة الحرارة بالكلفن,
R ثابت الغازات ,
الحجم المولي Vm.
a و b إحداثيان يُعينان عمليا لكل غاز، وأحيانا يجري تعيينهما من النقطة الحرجة (Tc) والضغط الحرج (Pc) مع استخدام العلاقتين :
{\displaystyle a={\frac {27R^{2}T_{c}^{2}}{64P_{c}}}}
{\displaystyle b={\frac {RT_{c}}{8P_{c}}}}

### نموذج ريدليش-كوونج
تحتوي معادلة ريدليش-كوونج على احداثييين أخرى ن تستخدم لتمثيل الغاز الحقيقي. وهي تعتبر أكثر دقة من معادلة فان دير فالس، وصيغتها كالآتي:
{\displaystyle RT=P(V_{m}-b)+{\frac {a}{V_{m}(V_{m}+b)T^{\frac {1}{2}}}}(V_{m}-b)}
a و b هما إحداثيان يختلفان عن إحداثيات فان دير فالس، ويمكن تعيينهما :
{\displaystyle a=0.4275{\frac {R^{2}T_{c}^{2.5}}{P_{c}}}}
{\displaystyle b=0.0867{\frac {RT_{c}}{P_{c}}}}

### نموذج كلاوسيوس
معادلة كلاوسيوس - وهي مسماة باسم العالم رودولف كلاوسيوس - هي معادلة بسيطة تحتوي على ثلاثة إحداثيات تستخدم لتمثيل الغاز الحقيقي:
{\displaystyle RT=\left(P+{\frac {a}{T(V_{m}+c)^{2}}}\right)(V_{m}-b)}
حيث:
{\displaystyle a={\frac {27R^{2}T_{c}^{3}}{64P_{c}}}}
{\displaystyle b=V_{c}-{\frac {RT_{c}}{4P_{c}}}}
{\displaystyle c={\frac {3RT_{c}}{8P_{c}}}-V_{c}}
و Vc حجم حرج.
كما توجد نماذج أخرى تحاول أن تصف مسالك الغازات الحقيقية، ولكنها تستخدم قليلا. وهناك نموذج «بينج روبينسون» الذي يمكن تطبيقه على الغازات الحقيقية وأيضا على السوائل ونذكره هنا.

### نموذج بينج-روبنسون
تحتوي معادل بينج-روبينسون عل إحداثيين ) وتتميز بإمكانية تطبيقها أيضا على بعض السوائل غلأى جانب تطبيقاتها على الغازات الحقيقية:
{\displaystyle P={\frac {RT}{V_{m}-b}}-{\frac {a(T)}{V_{m}(V_{m}+b)+b(Vm-b)}}}

## وصلات خارجية
- http://www.ccl.net/cca/documents/dyoung/topics-orig/eq_state.html